# Xã Smith, Quận Towner, Bắc Dakota
Xã Smith (tiếng Anh: Smith Township) là một xã thuộc quận Towner, tiểu bang Bắc Dakota, Hoa Kỳ. Năm 2010, dân số của xã này là 16 người.